# وسام الاستحقاق البحري (روسيا)
وسام الاستحقاق البحري ((بالروسية: Орден «За морские заслуги»)‏) هو وسام من الاتحاد الروسي يُمنح للتميز في المساعي البحرية العسكرية أو الاقتصادية. أُقِرَّ في 27 فبراير 2002 بموجب مرسوم صادر عن رئيس الاتحاد الروسي 245. عُدِّل نظامه الأساسي بموجب المرسوم الرئاسي رقم 1099 الصادر في 7 سبتمبر 2010.

## نظام الجائزة
يُمنح وسام «الاستحقاق البحري» لمواطني الاتحاد الروسي: لإنجازات استكشاف المحيطات وتطويرها واستخدامها لصالح الدفاع الوطني ولضمان تنميتها الاقتصادية والاجتماعية؛ لتحقيق إنجازات في تطوير وتنفيذ أحدث التقنيات والمعدات للبحرية الروسية لخدمات صيانة وتوسيع وبحث واستخدام المنطقة الاقتصادية المحيطية الخالصة للاتحاد الروسي لتحقيق إنجازات في مكافحة الأعمال غير القانونية للقراصنة والصيادين التي تهدف إلى إحداث أضرار بيئية واقتصادية من المحتمل أن تضر بسمعة ومصالح الاتحاد الروسي في منطقته الاقتصادية المحيطية الخالصة، فضلاً عن الهجمات على السفن التي ترفع العلم الوطني لروسيا والاتحاد الروسي في المحيطات للتنظيم الماهر وإجراء التدريبات والمناورات البحرية والتي حُقِّق خلالها جميع الأهداف بشكل كامل.
يُرتدَى وسام «الاستحقاق البحري» على الجانب الأيسر من الصدر، وعند ارتدائه في وجود الميداليات والأوسمة الأخرى الصادرة عن الاتحاد الروسي يوضع مباشرةً بعد وسام الاستحقاق العسكري.

## وصف الجائزة
شارة الوسام على شكل  صليب بعرض 40 مم، وهو مصنوع من الفضة المطلية بالمينا. يتقاطع مرتكزين خلف ميدالية مركزية تحمل شعار النبالة الخاص بالاتحاد الروسي. حافة الرصيعة المركزية مطلية بالمينا باللون الأزرق وتحمل النقش "FOR NAVAL MERIT" ((بالروسية: "ЗА МОРСКИЕ ЗАСЛУГИ")‏).
يُعلَّق وسام «الاستحقاق البحري» بحلقة عبر حلقة تعليق خاصة بالشارة متصلة بقاعدة خماسية روسية قياسية مغطاة بعلامة متداخلة من شريط مموج من الحرير الأبيض بعرض 24 مم بثلاثة محاور  من خطوط زرقاء طولية بعرض 2 مم يفصلها عن بعضها 3 مم.

## المستلمون البارزون (قائمة جزئية)

حصل قائد أسطول البلطيق ونائب الأدميرال فيكتور تشيركوف على وسام الاستحقاق البحري من الرئيس دميتري ميدفيديف في 21 فبراير 2011.

جينادي أنتوخين -سيد كاسحة الجليد "فيسكو"- يرتدي وسام "الاستحقاق البحري" مع الرئيس دميتري ميدفيديف في 3 مايو 2012.

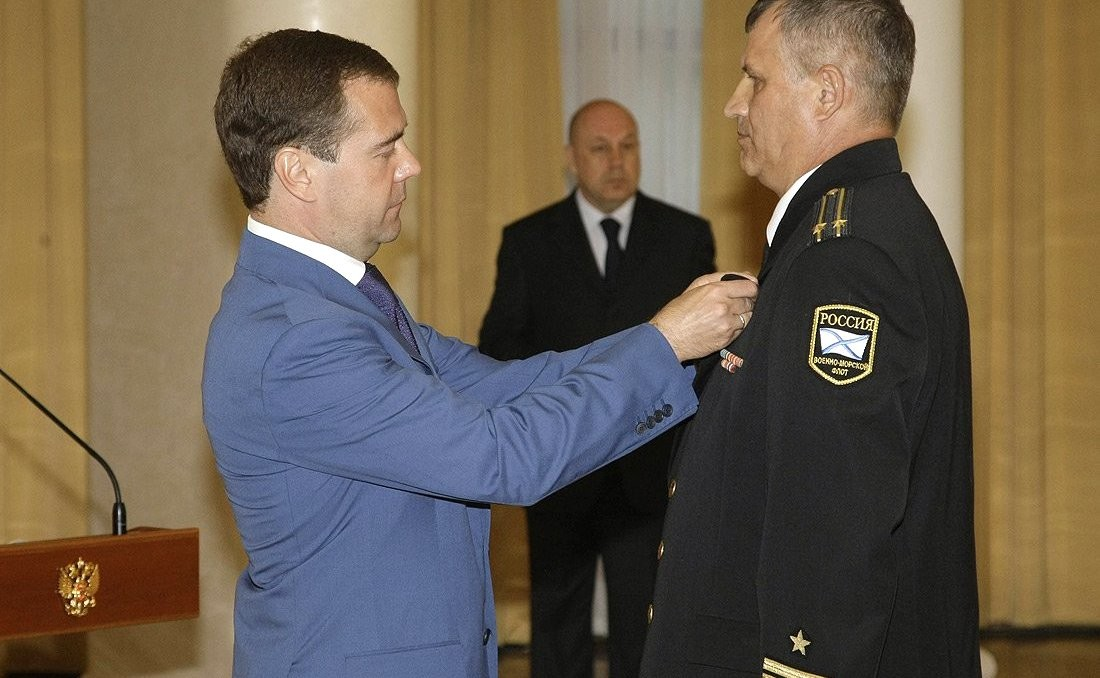
حصل الكابتن فيكتور لابشين من الرتبة الثانية على وسام الاستحقاق البحري من قبل الرئيس دميتري ميدفيديف في 13 يوليو 2009 لتميزه في القتال ضد القراصنة الصوماليين.

الأفراد الواردة أسماؤهم أدناه تلقوا وسام الاستحقاق البحري.
- نيكولاي أيبولاتوف، رئيس مختبر معهد علم المحيطات التابع لأكاديمية العلوم الروسية في موسكو
- جينادي أنتوخين، قبطان كاسحة الجليد، شركة الشحن في الشرق الأقصى
- سيرجي أفاكيانتس، أميرال، البحرية الروسية
- فالنتين أفيلوف، نائب المدير العام - مدير إنتاج المعدات العسكرية في شركة نورثيرن ماسين بيلدنج إنتربرايس
- أرنولد بوجدانوفيتش بودريتسكي، خبير بارز في البعثة الروسية للقطب الجنوبي في معهد أبحاث القطب الشمالي والقطب الجنوبي.
- فلاديمير تشيرنافين، أسطول الأدميرال، آخر قائد أعلى للقوات البحرية السوفيتية
- أرتور تشيلينجاروف، المستكشف القطبي
- فيكتور تشيركوف، قائد أسطول البلطيق، القائد العام للبحرية الروسية
- أندريه أ.دياتشكوف، المدير العام لمكتب تصميم روبين
- ستيوارت جولد، البحرية الملكية، (المملكة المتحدة)
- بيتر هاتيل، البحرية الملكية، (المملكة المتحدة)
- ميخائيل سيرجيفيتش كالوشين، قبطان السفينة العلمية أكاديميك فيودوروف من معهد أبحاث القطب الشمالي والقطب الجنوبي.
- فيكتور لابشين، نقيب الرتبة الثانية، البحرية الروسية
- فاليري لوكين، نائب مدير معهد أبحاث القطب الشمالي والقطب الجنوبي - رئيس البعثة الروسية في القطب الجنوبي
- نيكولاي ماكسيموف، أميرال، البحرية الروسية
- يوري إيفانوفيتش ماتفييف، مدير مؤسسة الدولة الفيدرالية للبحث والإنتاج للاستكشاف الجيولوجي البحري «سيفمورغو»
- ألكسندر نوساتوف، أميرال، البحرية الروسية
- إيغور أوسيبوف، نائب الأميرال، البحرية الروسية
- إيفان في بولوجي، أميرال بحري، البحرية الروسية
- إيان ريتشيز، قائد البحرية الملكية (المملكة المتحدة)
- فيكتور ياجوبوف، رئيس القسم البحري القطبي بالخدمة الفيدرالية للأرصاد الجوية المائية والرصد البيئي.